# مسجد جامع کاج
مسجدجامع کاج مربوط به دوره ایلخانی است و در شهرستان اصفهان، روستای کاج واقع شده و این اثر در تاریخ ۲۰ بهمن ۱۳۱۸ با شمارهٔ ثبت ۳۲۸ به‌عنوان یکی از آثار ملی ایران به ثبت رسیده‌است.
مسجدجامع کاج دارای گنبد آجری نوک تیز و سنگ‌نبشته‌هایی از کاشی معرق و خط ثلث است که در سده هشتم هجری بنا شده‌است. این مسجد دارای گلدسته‌هایی بوده‌است که امروزه اثری از آنها دیده نمی‌شود.